# Capasa olivaceata
Capasa olivaceata là một loài bướm đêm trong họ Geometridae.